# Medion
Medion AG er blev grundlagt i Essen, Tyskland i 1983 og er i dag repræsenteret i Europa, USA, Asien og Stillehavsområdet. Kerneområdet er salg af forbruger-elektronik såsom stationære pc'er, bærbare computere, tablet-pc'er, TV, køkkenudstyr, mm.
1. juni 2011 annoncerede Lenovo Group deres plan om købet af aktiemajoriteten af Medion AG. Købet blev gennemført August 2011.

## Sponsorering
Medion sponsorerer Sahara Force India Formel 1 kører Adrian Sutil siden han kom til Formel 1 i 2007.